# Johnny Kashmere
Johnny Kashmere  (nascido em 6 de novembro de 1978) é um lutador americano de wrestling profissional, mais conhecido como um membro dos The Backseat Boyz, juntamente com o falecido Trent Acid. Kashmere competiu na Ring of Honor, Pro Wrestling Unplugged, Combat Zone Wrestling, Assault Championship Wrestling, Premier Wrestling Federation e no Japão. Em 2010, Kashmere juntou os gostos do falecido Chris Kanyon quando ele se revelou ser um homossexual, quando ainda trabalhava como lutador profissional ativo.

## In wrestling
- Finishing moves
  - Cradle Breaker (Cradle suplex transferido para um elevated cradle neckbreaker)
  - Full nelson slam

- Movimentos secundários
  - Frog splash
  - Spear
  - Springboard moonsault
  - Sunset flip powerbomb

## Campeonatos e prêmios
- Assault Championship Wrestling
  - ACW Tag Team Championship (1 vez) - com Trent Acid

- Big Japan Pro Wrestling
  - BJW Junior Heavyweight Championship (1 vez)

- Combat Zone Wrestling
  - CZW World Tag Team Championship (5 vezes) - com Robby Mireno (1) e Trent Acid (4)

- East Coast Wrestling Association
  - ECWA World Tag Team Championship (1 vez) - com Trent Acid

- Hardway Wrestling
  - HW Tag Team Championship (3 vezes) - com Trent Acid

- Jersey All Pro Wrestling
  - JAPW World Tag Team Championship (2 vezes) - com Trent Acid

- National Championship Wrestling
  - NCW Tag Team Championship (1 vez) - com Trent Acid

- Phoenix Championship Wrestling
  - PCW Tag Team Championship (1 vez) - com Trent Acid

- Pro Wrestling Illustrated
  - PWI classificou-o em #319 dos 500 melhores lutadores individuais na PWI 500 em 2010[3]

- Ring of Honor
  - ROH World Tag Team Championship (1 vez) - com Trent Acid[4]

- Outros títulos
  - POW Heavyweight Championship (1 vez)
  - PWF Heavyweight Championship (2 vezes)